# Kulturpalatset (Warszawa)
Kulturpalatset, formellt Kultur- och vetenskapspalatset (polska: Pałac Kultury i Nauki), är en byggnad i Warszawa i Polen. Byggnaden, uppförd 1952–1955, var en gåva från Sovjetunionen till det polska folket, som Polen dock delvis fick betala självt. Ända till en bit in på 2000-talet var Kulturpalatset en av Europas högsta byggnader, och ligger alltjämt kvar på tjugonde plats.

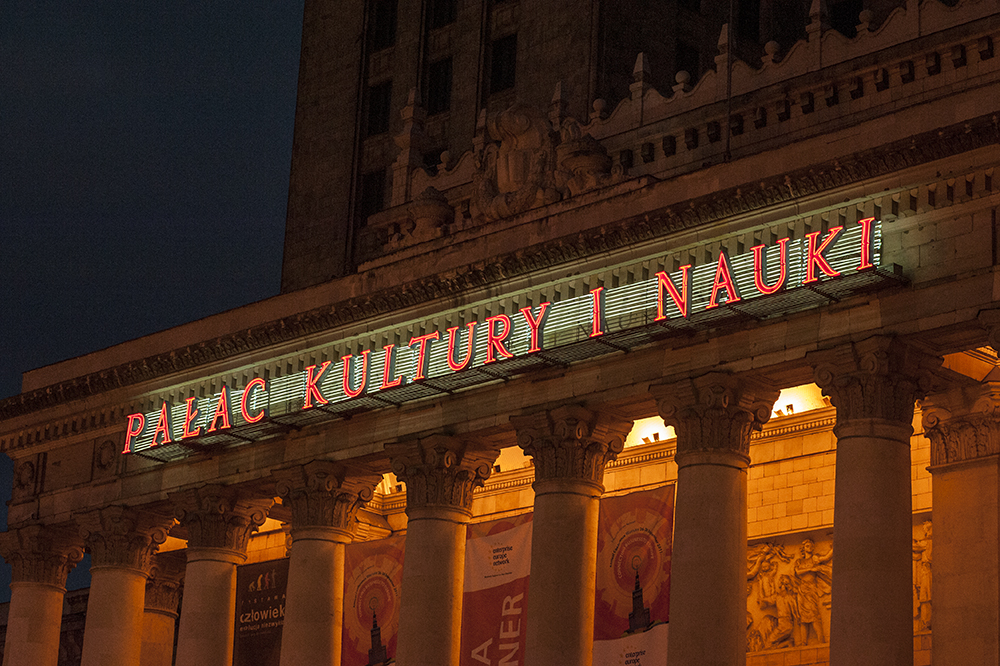
Huvudingången till palatset med neon skylt - september 2011.